# Pinillos, Colombia
Pinillos är en kommun i Colombia.   Den ligger i departementet Bolívar, i den norra delen av landet, 500 km norr om huvudstaden Bogotá. Antalet invånare är 22 801. Pinillos ligger vid sjön Ciénaga Caño Flechal.